# Убийство
Уби́йство — лишение жизни кого-либо. Практически всегда и во всех культурах мира является морально осуждаемым и юридически наказуемым поступком (преступлением).
В судебной медицине убийство рассматривается как один из родов насильственной смерти. В широком понимании к убийству как к роду смерти относятся самые различные посягательства на жизнь человека, приводящие к наступлению смерти, как умышленные так и неосторожные. Современное российское уголовное право исходит из более узкой трактовки, понимая под убийством только умышленное причинение смерти другому человеку. В более старых российских законах, а также в праве других стран убийством может называться и неосторожное причинение смерти. Убийство практически всегда и во всех культурах мира является морально осуждаемым и юридически наказуемым поступком. Человек, совершивший убийство, — убийца, устаревшее — душегуб(ец), головник и так далее.
Смертная казнь сама по себе является убийством, но применяется в качестве наказания, узаконенного государством и осуществляемого по вступившему в силу приговору суда или (исторически) по решению иных государственных или военных органов.

## Понятие
Трактовка понятия «убийство» вызывает множество моральных и юридических споров. С точки зрения современного права, преступным считается причинение смерти другому человеку. В большинстве стран суицид не рассматривается в качестве уголовно наказуемого деяния. Практическая значимость такой позиции обнаруживается, когда имеет место неудачная попытка самоубийства, которая не может квалифицироваться как покушение на жизнь. Исключением являются случаи, в которых действие, направленное на лишение человеком себя жизни, содержит иные составы, например, самоубийство, совершённое способом, ставящим под угрозу жизнь других людей, при наличии вины, или «самоубийство» террориста-смертника. С юридической точки зрения (согласно статье 105 Уголовного кодекса России), убийством является только умышленное причинение смерти другому человеку. В советском уголовном праве существовала дефиниция «неумышленное убийство», но в современном российском уголовном законодательстве оно было заменено понятием «причинение смерти по неосторожности». В некоторых случаях закон допускает умышленное лишение людей жизни: противника-комбатанта во время боевых действий; осуждённого при смертной казни; преступника при необходимой обороне себя и других лиц; заключённого при попытке к бегству из-под стражи; нарушителя при попытке проникновения на охраняемый часовым объект и т. д. В странах англосаксонской правовой семьи разделение между убийством (англ. murder) и причинением смерти (англ. manslaughter) ставится в зависимость от степени виновности лица, совершившего деяние. Так, человеку, нечаянно застрелившему кого-то в результате игр с оружием, может быть вменено убийство, а убившему человека в драке — причинение смерти.

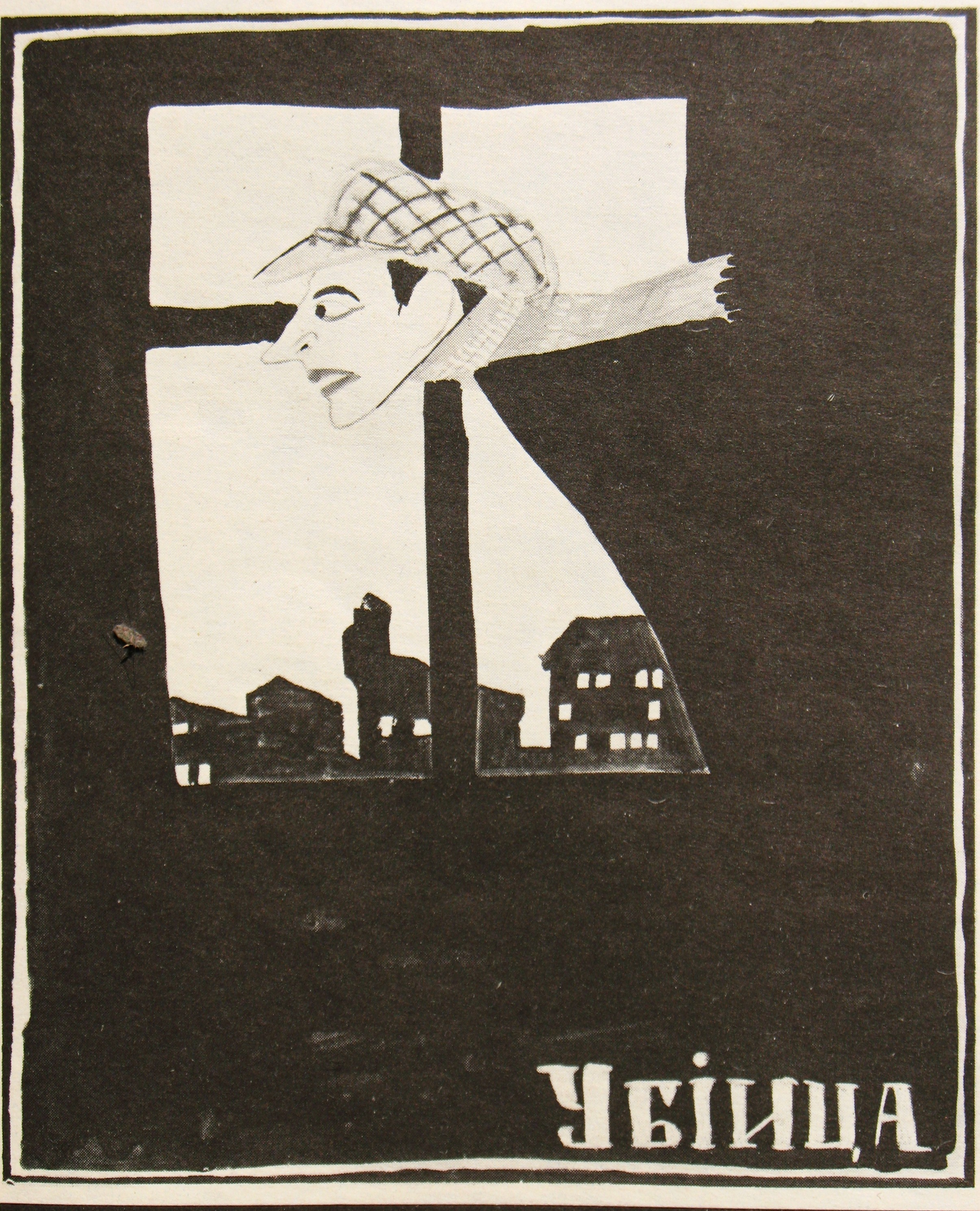
Д. Моор, афиша дореволюционного фильма «Убийца», 1910-х годов.

Обозначение действия убийством в политических спорах часто используют в знак особого осуждения: противники абортов, эвтаназии, смертной казни, защитники животных и пацифисты иногда расширяют понятие убийства, выходя за рамки юридического значения, с целью подчеркнуть предосудительность указанных видов лишения жизни.
Древнейший из убитых людей, останки которого удалось обнаружить учёным, альпийский житель эпохи верхнего неолита, пораженный из лука 12 тыс. лет назад, был застрелен в спину. Вопрос об эволюционном происхождении феномена убийства является дискуссионным. Так, профессор психологии Техасского университета, специалист в области социальной и эволюционной психологии Дэвид Басс в книге The Murderer Next Door: Why the Mind is Designed to Kill (2005) представил теорию, согласно которой совершение убийств имеет генетическую основу, потому что в ходе эволюции особи, убивавшие своих соперников, получали преимущество. С другой стороны, профессор психологии Ливерпульского университета, специалист в области исследования преступности Дэвид Кэнтер, оценивая исследование Басса, называет «чушью» (англ. bullshit) и потаканием нездоровым интересам публики попытки эволюционного объяснения сложного человеческого поведения.

## Убийство в уголовном праве России
С момента вступления в силу УК России 1996 г. под убийством в российском уголовном законодательстве стало пониматься только умышленное причинение смерти другому человеку. Существовавший в прежних (в РСФСР) уголовных кодексах состав преступления «неумышленное убийство» соответствует нынешнему «причинение смерти по неосторожности» (ст. 109 УК России). Разъяснения Верховного Суда России по этому поводу даны в Постановлении (недоступная ссылка) Пленума ВС России «О судебной практике по делам об убийстве» № 1 от 27.01.1999 года.
Согласно статье 105 Уголовного кодекса России:

1. Убийство, то есть умышленное причинение смерти другому человеку, наказывается лишением свободы на срок от 6 до 15 лет, с ограничением свободы на срок до двух лет либо без такового.
2. Убийство:
а) двух или более лиц;
б) лица или его близких в связи с осуществлением данным лицом служебной деятельности или выполнением общественного долга;
в) малолетнего или иного лица, заведомо для виновного находящегося в беспомощном состоянии, а равно сопряжённое с похищением человека;
г) женщины, заведомо для виновного находящейся в состоянии беременности;
д) совершённое с особой жестокостью;
е) совершённое общеопасным способом;
е¹) по мотиву кровной мести;
ж) совершённое группой лиц, группой лиц по предварительному сговору или организованной группой;
з) из корыстных побуждений или по найму, а равно сопряжённое с разбоем, вымогательством или бандитизмом;
и) из хулиганских побуждений;
к) с целью скрыть другое преступление или облегчить его совершение, а равно сопряжённое с изнасилованием или насильственными действиями сексуального характера;
л) по мотиву национальной, расовой, религиозной ненависти или вражды либо по мотивам ненависти или вражды в отношении какой-либо социальной группы;
м) в целях использования органов или тканей потерпевшего, -
наказывается лишением свободы на срок от 8 до 20 лет с ограничением свободы на срок от одного года до двух лет, либо пожизненным лишением свободы, либо смертной казнью.

Помимо вышеописанных основного (часть первая ст. 105 УК России) и квалифицированного (часть вторая ст. 105 УК России) составов убийства, в Уголовном кодексе России предусмотрены также так называемые привилегированные составы данного преступления:
- Статья 106. Убийство матерью новорождённого ребёнка. Убийство матерью новорождённого ребёнка во время или сразу же после родов, а равно убийство матерью новорождённого ребёнка в условиях психотравмирующей ситуации или в состоянии психического расстройства, не исключающего вменяемости, — наказывается ограничением свободы на срок от двух до четырёх лет либо лишением свободы на срок до 5 лет.
- Статья 107. Убийство, совершённое в состоянии аффекта.
  1. Убийство, совершенное в состоянии внезапно возникшего сильного душевного волнения (аффекта), вызванного насилием, издевательством или тяжким оскорблением со стороны потерпевшего либо иными противоправными или аморальными действиями (бездействием) потерпевшего, а равно длительной психотравмирующей ситуацией, возникшей в связи с систематическим противоправным или аморальным поведением потерпевшего, — наказывается ограничением свободы на срок до трёх лет или лишением свободы на тот же срок.
  2. Убийство двух или более лиц, совершенное в состоянии аффекта, — наказывается лишением свободы на срок до пяти лет.
- Статья 108. Убийство, совершённое при превышении пределов необходимой обороны либо при превышении мер, необходимых для задержания лица, совершившего преступление.
  1. Убийство, совершенное при превышении пределов необходимой обороны, — наказывается ограничением свободы на срок до двух лет или лишением свободы на тот же срок.
  2. Убийство, совершенное при превышении мер, необходимых для задержания лица, совершившего преступление, — наказывается ограничением свободы на срок до трёх лет или лишением свободы на тот же срок.

Поскольку указанные деяния представляют меньшую общественную опасность по сравнению с обычным убийством (привилегированный состав), за них предусмотрено менее строгое наказание.
Умышленное причинение смерти человеку может входить в объективную сторону иных составов в качестве квалифицирующего признака:
- Пункт «б» части 3 статьи 205 «Террористический акт». Совершение взрыва, поджога или иных действий, устрашающих население и создающих опасность гибели человека, причинения значительного имущественного ущерба либо наступления иных тяжких последствий, в целях воздействия на принятие решения органами власти или международными организациями, а также угроза совершения указанных действий в тех же целях. Если это повлекло умышленное причинение смерти человеку, — наказываются лишением свободы на срок от 15 до 20 лет с ограничением свободы на срок от одного года до двух лет или пожизненным лишением свободы. Примечание. Лицо, участвовавшее в подготовке террористического акта, освобождается от уголовной ответственности, если оно своевременным предупреждением органов власти или иным способом способствовало предотвращению осуществления террористического акта и если в действиях этого лица не содержится иного состава преступления.
- Часть 4 статьи 206 «Захват заложника». Захват или удержание лица в качестве заложника, совершенные в целях понуждения государства, организации или гражданина совершить какое-либо действие или воздержаться от совершения какого-либо действия как условия освобождения заложника. Если эти деяния повлекли умышленное причинение смерти человеку, — наказываются лишением свободы на срок от 15 до 20 лет с ограничением свободы на срок от одного года до двух лет или пожизненным лишением свободы. Примечание. Лицо, добровольно или по требованию властей освободившее заложника, освобождается от уголовной ответственности, если в его действиях не содержится иного состава преступления.
- Часть 3 статьи 281 «Диверсия». Совершение взрыва, поджога или иных действий, направленных на разрушение или повреждение предприятий, сооружений, путей и средств сообщения, средств связи, объектов жизнеобеспечения населения в целях подрыва экономической безопасности и обороноспособности Российской Федерации. Если эти деяния повлекли умышленное причинение смерти человеку, — наказываются лишением свободы на срок от 15 до 20 лет или пожизненным лишением свободы.

Число погибших от убийств в России в 1990—2009 годах, на 100 тыс. человек населения

Отдельно предусмотрено наказание за преступления против человечества:
- Статья 357 «Геноцид». Действия, направленные на полное или частичное уничтожение национальной, этнической, расовой или религиозной группы как таковой путём убийства членов этой группы, причинения тяжкого вреда их здоровью, насильственного воспрепятствования деторождению, принудительной передачи детей, насильственного переселения либо иного создания жизненных условий, рассчитанных на физическое уничтожение членов этой группы, — наказываются лишением свободы на срок от 12 до 20 лет с ограничением свободы на срок до двух лет, либо пожизненным лишением свободы, либо смертной казнью.

Также выделено наказание за убийство или покушение на жизнь государственного или общественного деятеля; сотрудника правоохранительного органа; лица, осуществляющего правосудие или предварительное расследование:
- Статья 277. Посягательство на жизнь государственного или общественного деятеля, совершенное в целях прекращения его государственной или иной политической деятельности либо из мести за такую деятельность, — наказывается лишением свободы на срок от 12 до 20 лет с ограничением свободы на срок до двух лет, либо пожизненным лишением свободы, либо смертной казнью.
- Статья 317. Посягательство на жизнь сотрудника правоохранительного органа, военнослужащего, а равно их близких в целях воспрепятствования законной деятельности указанных лиц по охране общественного порядка и обеспечению общественной безопасности либо из мести за такую деятельность — наказывается лишением свободы на срок от 12 до 20 лет с ограничением свободы на срок до двух лет, либо пожизненным лишением свободы, либо смертной казнью.
- Статья 295. Посягательство на жизнь судьи, присяжного заседателя или иного лица, участвующего в отправлении правосудия, прокурора, следователя, лица, производящего дознание, защитника, эксперта, специалиста, судебного пристава, судебного исполнителя, а равно их близких в связи с рассмотрением дел или материалов в суде, производством предварительного расследования либо исполнением приговора, решения суда или иного судебного акта, совершенное в целях воспрепятствования законной деятельности указанных лиц либо из мести за такую деятельность, — наказывается лишением свободы на срок от 12 до 20 лет с ограничением свободы на срок до двух лет, либо пожизненным лишением свободы, либо смертной казнью.

Всего наказание за убийство предусмотрено 11 статьями Уголовного кодекса Российской Федерации и может составлять ограничение свободы на срок от 1 до 3 лет, лишение свободы на срок от 2 месяцев до 20 лет, пожизненное лишение свободы или смертную казнь.

## Личность преступника и потерпевшего
Статистика показывает, что мужчины совершают большинство убийств, а также составляют большинство жертв убийства. По утверждению Кэролайн Перес, статистика ООН за 2013 год свидетельствует о том, что 96 % всех лиц, совершивших убийство, — мужчины. Мужчины составляют 81% убитых. По данным американских криминологов, значительная часть убийств совершается в кругу близких людей. По результатам одного из исследований, 44% жертв убийств состояли в интимных отношениях с преступником, 26% были друзьями или знакомыми, 11% - собственными детьми преступника. Лишь 7,5% жертв были незнакомы с убийцей.
Убийства супругов и партнеров часто привлекают внимание общественности. Согласно размещённой в аккаунте ООН в сети X, «хотя мужчины по-прежнему составляют большинство среди жертв убийства, женщин чаще убивают их нынешние или бывшие сексуальные партнеры»: ими или членами семей были убиты 58% всех женщин, убитых в мире в 2019 году. Исследования показывают, что женщины, убивающие своих партнеров, часто подвергались длительному насилию. Такие убийства нередко являются результатом попыток установления мужем контроля в отношениях и стремления жены сохранить свою независимость. В последнее время наблюдается тенденция к более спланированным убийствам, а также уменьшению числа случаев, когда мотивом признаётся самооборона.
Дети также подвергаются риску насилия со стороны членов семьи. Большинство убийств детей до 15 лет совершается родственниками. Для жертв 15-17 лет более характерны убийства знакомыми. Мальчики чаще становятся жертвами насильственной смерти, чем девочки.
Исследователи отмечают, что более близкие родственные связи коррелируют с менее жестокими формами убийств, в то время как дальние родственники чаще прибегают к насильственным методам.
Точная статистика убийств незнакомцами вызывает споры среди экспертов. По опубликованным в США статистическим данных, в 2010 году доля таких убийств составляла 14%. Однако исследователь Марк Ридель считает, что реальные показатели могут варьироваться от 14 до 29%. Убийства незнакомцами оказывают значительное влияние на жизнь городского населения.
| Отношение         | Число убийств |
| ----------------- | ------------- |
| Муж               | 99            |
| Жена              | 539           |
| Мать              | 133           |
| Отец              | 142           |
| Сын               | 204           |
| Дочь              | 198           |
| Брат              | 94            |
| Сестра            | 21            |
| Другой член семьи | 281           |
| Знакомый          | 2416          |
| Друг              | 331           |
| Парень            | 151           |
| Девушка           | 414           |
| Сосед             | 105           |
| Работник          | 6             |
| Работодатель      | 6             |
| Незнакомец        | 1381          |
| Неизвестен        | 5440          |
| Всего убийств     | 11961         |